# DGCIM de Boleíta
La sede de la Dirección General de Contrainteligencia Militar (DGCIM) en Boleíta es una instalación de oficinas administrativas de la agencia militar en Caracas, Venezuela, que cuenta con celdas de detención. La sede de la DGCIM en Boleíta ha sido documentada como un centro de tortura por organizaciones internacionales y no gubernamentales, incluyendo el Panel de Expertos Independientes de la Organización de Estados Americanos y por la Misión Internacional Independiente de determinación de los hechos sobre Venezuela.

## Historia
La sede de la DGCIM en Boleíta es una antigua fábrica textil que se transformó en oficinas administrativas con celdas de detención. En marzo de 2019, la Comisión Interamericana de Derechos Humanos (CIDH) emitió medidas cautelares para todas las personas reclusas en las instalaciones.
A principios de 2020, se creó más espacio en las instalaciones para albergar a más reclusos, área conocida por los custodios como “La Casa de los Sueños”. Para el mismo año, la Oficina de la Alta Comisionada para los Derechos Humanos no había tenido acceso a la sede para visitar a los detenidos.
La sede de la DGCIM en Boleíta ha sido documentada como un centro de tortura, primero por el reporte del Panel de Expertos Independientes de la Organización de Estados Americanos en 2018 y posteriormente con más detalle por la Misión Internacional Independiente de determinación de los hechos sobre Venezuela en 2020.

## Celdas de detención

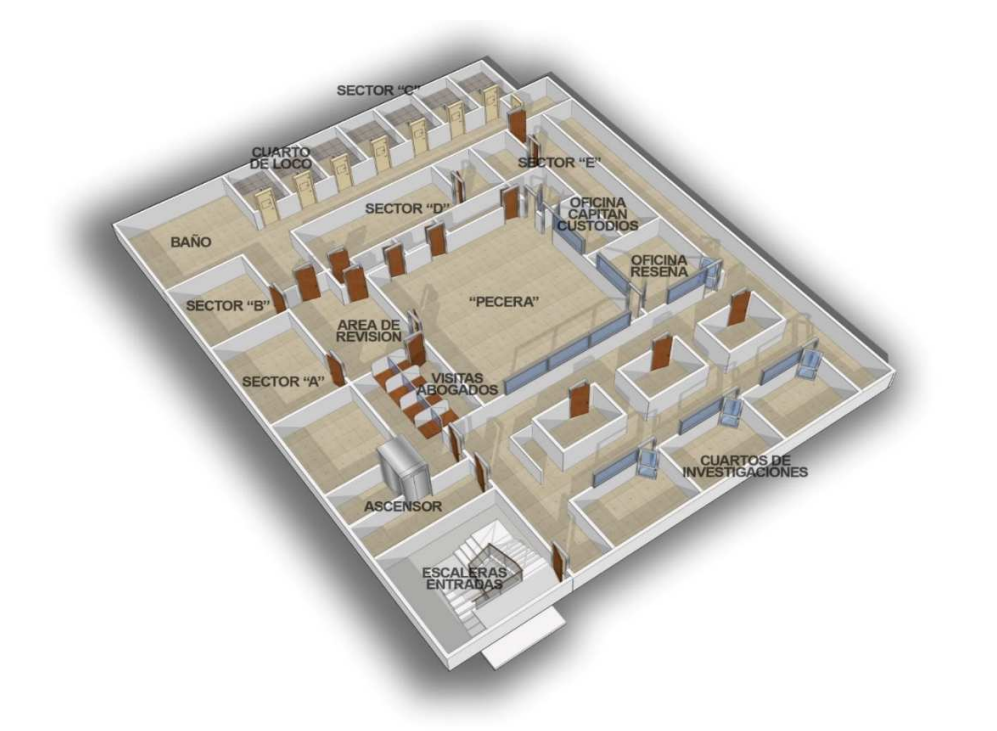
Diagrama elaborado por la Misión Internacional de determinación de los hechos sobre Venezuela del Sótano 1. En la parte superior del diagrama está incluida la celda de castigo conocida como «El Cuarto de los Locos»

Las celdas de la sede se encuentran en el sótano, conocidos como Sótano 1 y Sótano 2. Las celdas de Sótano 1 miden aproximadamente 2,75 x 2 metros, suelen tener entre dos y tres ocupantes, y cuentan con iluminación artificial durante las 24 horas del día, afectando la noción del tiempo. Las celdas no tienen luz natural, ventilación o baños, por lo que los detenidos deben hacer sus necesidades en bolsas, y los reclusos duermen en una plataforma de cemento con un colchón muy delgado.
Los detenidos tampoco cuentan con agua potable, y la recepción de comida, agua, medicinas o artículos de higiene por parte de familiares depende de la discrecionalidad de los funcionarios de la DGCIM. La entrega normalmente se permite cada quince o veinte días, pero los custodios a veces rechazaban la entrega de suministras y se ha denunciado que en otras ocasiones los artículos presuntamente podían ser robados por los funcionarios. Los reclusos con familiares que viven lejos dependen de la caridad de los compañeros de celda.
Debido a las condiciones de detención, los reclusos han denunciado sobre pérdida extrema de peso, enfermedades estomacales, respiratorias y cutáneas, al igual que el empeoramiento de la salud mental.
El Sótano 2 también es referido por los custodios como La Casa de los Sueños y presumiblemente se encuentra ubicado en el lado opuesto de la calle del Sótano 1. El área está compuesta por dieciséis celdas en niveles divididos, con dos celdas abajo y catorce arriba, con dimensiones aproximadas de 2,5 x 2,5 metros cada una y una capacidad para dos detenidos, pero en la práctica alojan a cuatro. Las celdas tienen puertas metálicas grandes con una ventana en el centro, y algunos reclusos duermen en el suelo en cojines. Tienen un lavabo compartido muy pequeño que dificulta hasta lavarse las manos, y el olor en el espacio es nauseabundo.
Detenidos militares tanto en el Sótano 1 como del Sótano 2 han vendado sus ojos, esposado y conducido por varias horas antes de devolverlos a sus celdas, generando incertidumbre y miedo. Las necesidades médicas de los detenidos tampoco son atendidas generalmente.
Las llamadas de los detenidos a los familiares ha estado limitada a al menos dos minutos cada quincena. Se ha reportado que se ha podido usar la restricción de visitas de familiares como castigo, intimidación o coacción contra determinados reclusos, mientras que las visitas de representantes legales frecuentemente son obstaculizadas, restringidas o altamente vigiladas. Durante la pandemia de COVID-19, los detenidos estuvieron al menos seis meses sin autorización para ser visitados por familiares o abogados.

## Celdas de castigo
- El Cuarto de los Locos: La celdas tiene una dimensión aproximada de 3 x 3 metros, tiene un conducto de aire acondicionado en la parte superior y paredes acolchadas, tapizadas con cojines verdes. Los detenidos en El Cuarto de los Locos duermen en el suelo y, al igual que en las celdas normales, la celda no cuenta con acceso al baño, por lo que los reclusos deben usar una bolsa de plástico que se cambia semanalmente. Los custodios proporcionan comida una o dos veces al día y en pequeñas porciones. La celda de castigo se usa para torturar o ejercer presión psicológica sobre el detenido, manteniéndolo durante largos periodos de tiempo privado de necesidades básicas.[1]
- El Submarino: También conocido como El Cuarto de Torturas con Agua, donde detenidos son torturados siendo sumergidos en tanques de agua.[1]

Entre las celdas de castigo, también ha sido identificado una conocida como "El Ascensor".